# 이쓰카이치정 (도쿄도)
이쓰카이치정(일본어: 五日市町)는 도쿄도에 있었던 행정구역이다.
도시는 1995년 9월 1일에 아키가와 시와 합쳐져 아키루노시가 되었다.

## 지리
도쿄 도심에서 56km 서쪽의 니시타마군에 위치하고 있으며, 아키가와 강 유역을 따라 펼쳐진 산간부 마을이며곤약 재배가 성하다

## 역사
옛날에는 목탄산업으로 번창한 마을이었다.전국시대 말기에 히노하라의 목탄을 농가가 처마에서 팔기 시작한 것이 목탄시장의 시초이다. 그러나 쇼와 시대에 와서야 목탄 산업은 쇠퇴하였다.
- 1889년 4월 1일 - 정촌제 시행에 의해 가나가와현 니시타마군 이쓰카이치정, 고나카노촌이 합병해 니시타마군 이쓰카이치정이 성립하였다.
- 1893년 4월 1일 - 니시타마군이 미나미타마군, 기타타마군과 함께 도쿄부에 편입하였다.
- 1918년 12월 1일 - 미쓰사토 촌, 메이지 촌과 합병해 이츠카이치 정을 신설하였다.
- 1925년 4월 21일 - 이츠카이치 철도(현재의 이츠카이치 선)가 개업하였다.
- 1943년 7월 1일 도제 시행에 의해 도쿄부, 도쿄시가 통합해 도쿄도를 신설하였다.
- 1955년 4월 1일 - 마스도 촌, 도쿠라 촌, 고미야 촌이 합병하였다.
- 1965년 10월 - 정장이 제정되었다.
- 1995년 9월 1일 - 아키카와시와 합병해, 아키루노시 신설 수반해 폐지하였다

## 교통

### 철도
- 동일본 여객철도 이쓰카이치 선

## 유명인
- 미야자키 쓰토무 - 도쿄·사이타마 연속 유아 유괴 살인 사건의 가해자
- 지바 다쿠사부로 - 이츠카이치헌법의 기초자